# 濱河大道

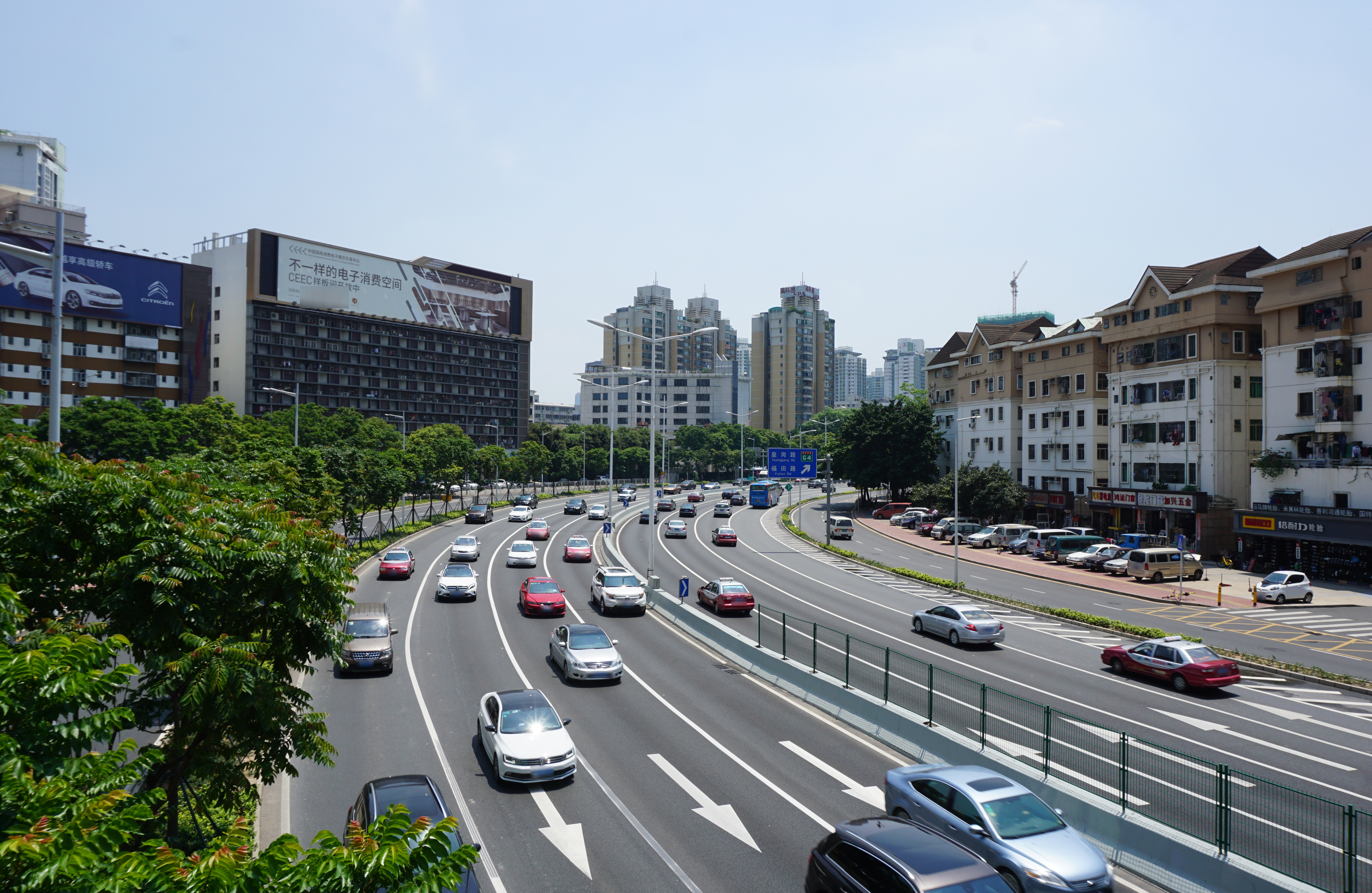
近華強南路一段

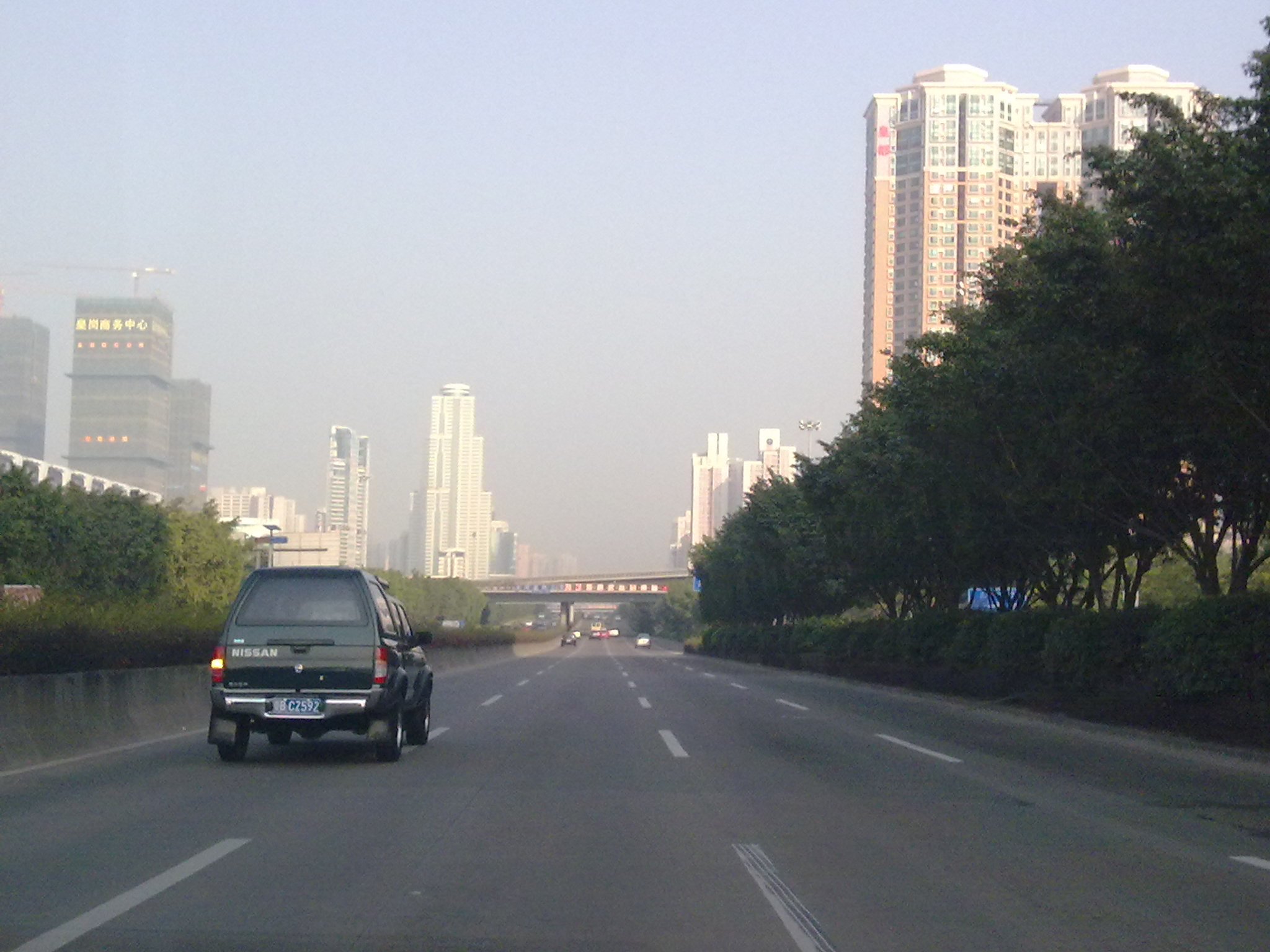
近深圳會展中心一段

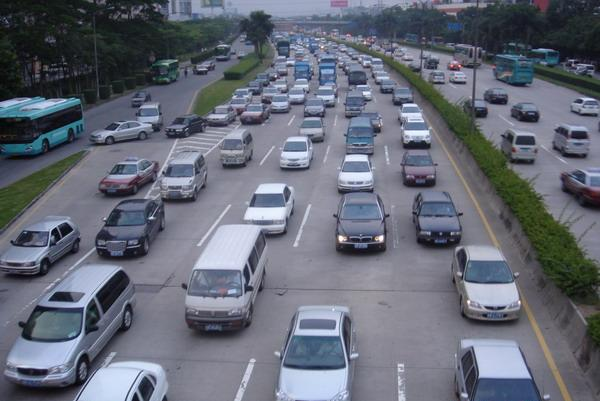
繁忙時間的塞車情況

濱河大道是中國廣東省深圳市的一條道路，位處深圳特區南面，連接東西。
濱河大道是特區內的三條主幹道之一，西接濱海大道，東接羅湖區之船步路，沿途貫穿羅湖區、福田區南端。
滨河大道是一条重要的快速路，经大修后，全路段私家车及大型车限速已分别提高至80，70公里每小时。
而因為此路連接羅湖商業區，在繁忙時間尤其接近羅湖一段，經常都會嚴重塞車。除此之外，原先滨河大道赤尾段和上沙段进行的深圳地铁三期建设工程亦为此段带来交通挤塞，隨深圳地鐵7號綫和9號綫竣工而解除封閉路段和時速限制。
全程为 550省道的组成部分

## 历史
20世纪80年代末，原深圳经济特区内只有深南路一条主干道，由于不堪重负，原深圳特区的对外交通十分拥挤。为了缓解原深圳特区东西向交通的拥挤，1991年10月，深圳通过了《深圳特区快速干道网总体规划方案》，其中与深南路平行的“南环路”、“北环路”起骨干作用，而“南环路”（由现在的 春风路高架、滨河大道、滨海大道组成）属客货混用干道。
滨河大道的施工是在不同年代分段进行的，其施工期亦是深圳市政道路工程中最长的（从1987年直到1999年）。其中最早动工的是1987年1月至1988年1月建设的滨河大道东段。此段始于宝安南路与嘉宾路交叉口（因施工初期把宝安南路末段划入滨河大道之中统计），止于滨河大道与红岭路口，全长1.361公里，路幅宽45米（除了一同修建的宝安南路末段路幅宽为35米）。而滨河大道红岭路口至皇岗路口段，当时又称滨河大道中段和西段，全长3.494公里，路幅宽45米。该段1988年12月动工，1989年12月完工。1992年2月又动工增建滨河大道的第一座立交桥——滨河皇岗立交桥，1993年5月完工。至于滨河大道皇岗立交—竹子林立交段，全长5.795公里，路幅宽105米，建于1994年6月，并设有滨河彩田、滨河金田、滨河益田、滨河新洲、车公庙5座立交桥，1996年12月完工。1998年至1999年，又对红岭路口至皇岗立交桥段按城市快速路标准进行拓宽，路幅增至105米，并增设了滨河华强、滨河上步、滨河红岭3座大型立交桥。至此滨河大道全部完工并实现快速路化。

## 交通

### 公共交通服务
途經濱河大道的地铁站有：
- █7号线：赤尾站
- █9号线：下沙站、鹿丹村站

### 交匯道路
- 廣深高速公路
- 香蜜湖路
- 福強路
- 沙嘴路
- 新沙路
- 新洲三路
- 新洲一街
- 新洲路
- 石廈六路
- 民田路
- 石廈北二街
- 金田路
- 海田路
- 彩田路
- 皇崗路
- 福田路
- 福星路
- 福祥街
- 華強南路
- 華發南路
- 愛華路
- 松嶺路
- 上步南路
- 同心南路
- 紅嶺南路
- 金塘街

## 主要出入口及立交
| 地区                                                                                         | 里程 | 类型          | 名称             | 连接                                               | 说明                                  |
| -------------------------------------------------------------------------------------------- | ---- | ------------- | ---------------- | -------------------------------------------------- | ------------------------------------- |
| 深圳市福田區                                                                                 |      | 枢纽 · 出入口 | 竹子林立交       | 广深高速公路、 滨海大道、 深南大道、白石路、福荣路 | 福田汽车站                            |
| 深圳市福田區                                                                                 |      | 出入口        | 车公庙立交       | 香蜜湖路、福强路                                   |                                       |
| 深圳市福田區                                                                                 |      | 出入口        | 沙嘴路出口       | 沙嘴路                                             | 仅东向                                |
| 深圳市福田區                                                                                 |      | 出入口        | 滨河新洲立交     | 新洲路、民田路                                     | 深圳购物公园                          |
| 深圳市福田區                                                                                 |      | 出入口        | 滨河益田立交     | 益田路、中心二路                                   | 深圳会展中心 深圳市民中心 福田站      |
| 深圳市福田區                                                                                 |      | 出入口        | 滨河金田立交     | 金田路                                             | 福田口岸                              |
| 深圳市福田區                                                                                 |      | 出入口        | 滨河彩田立交     | 彩田路、福强路                                     |                                       |
| 深圳市福田區                                                                                 |      | 出入口        | 滨河皇岗立交     | 皇岗路、福田路                                     | 皇岗口岸 深圳中心公园                 |
| 深圳市福田區                                                                                 |      | 出入口        | 华强南立交       | 华强南路                                           | 华强北商业街                          |
| 深圳市福田區                                                                                 |      | 出入口        | 滨河上步立交     | 上步南路                                           | 仅西向 中共深圳市委                   |
| 深圳市福田區                                                                                 |      | 出入口        | 春风隧道西端入口 | 春风隧道                                           | 经春风隧道可至沿河路 限高3.5m         |
| 深圳市福田區                                                                                 |      | 出入口        | 同心南路出口     | 同心南路                                           | 仅西向                                |
| 深圳市罗湖区                                                                                 |      | 出入口        | 滨河红岭立交     | 红岭南路、金塘街                                   | 深圳大剧院 地王大厦                   |
| 深圳市罗湖区                                                                                 |      | 枢纽 · 出入口 | 滨海宝安立交     | 宝安南路 船步路                                    | 深圳站 罗湖口岸 侨社客运站 深圳万象城 |
| 1.000 英里 = 1.609 千米；1.000 千米 = 0.621 英里 并行路段 • 已关闭／取消 • 限制进入 • 未开放 |      |               |                  |                                                    |                                       |

## 途徑區域
- 福田區
- 羅湖區